# UH-1 Iroquois

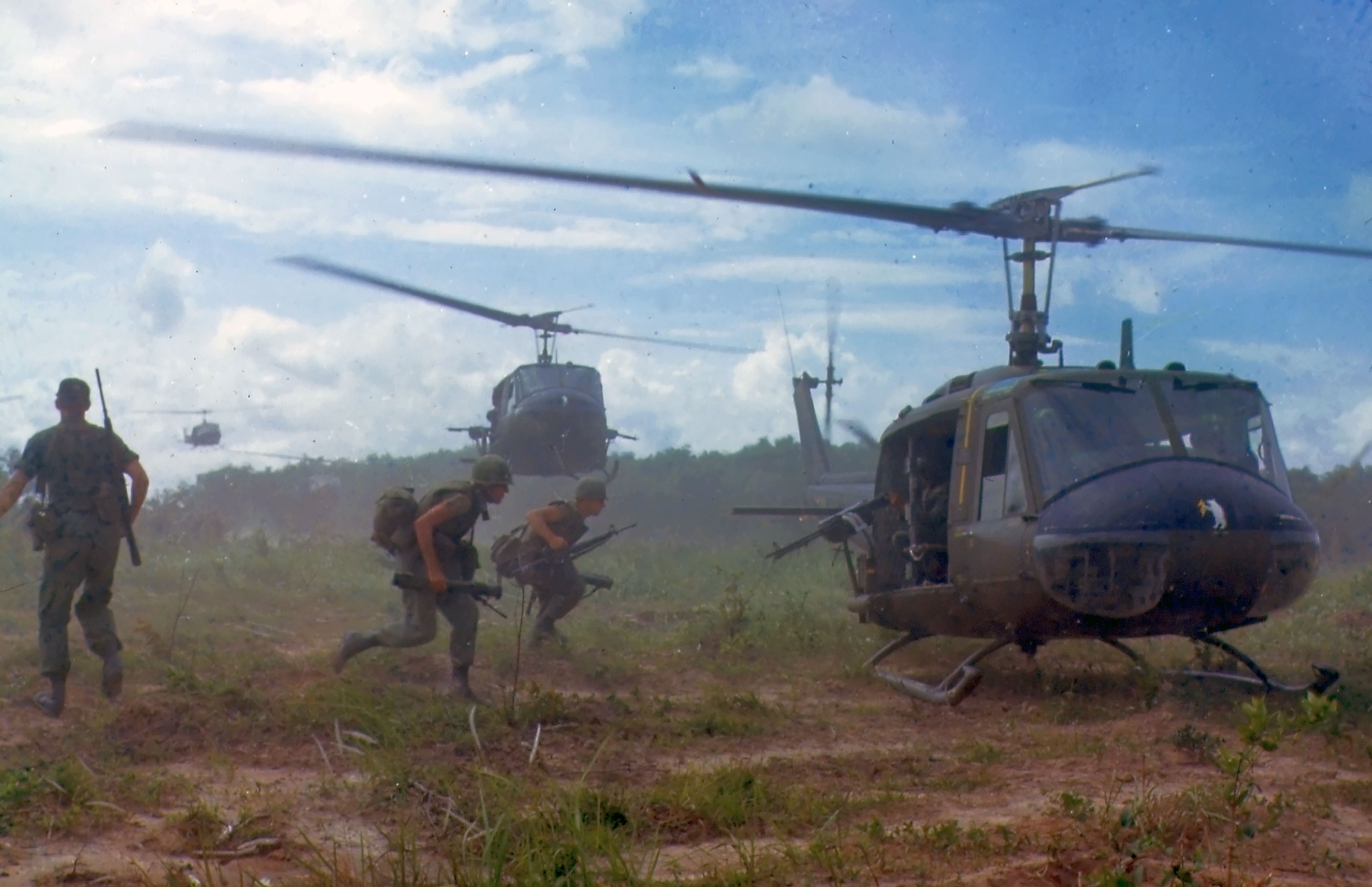
Beelden als deze uit Vietnam gaven de UH-1 Huey wereldwijde bekendheid

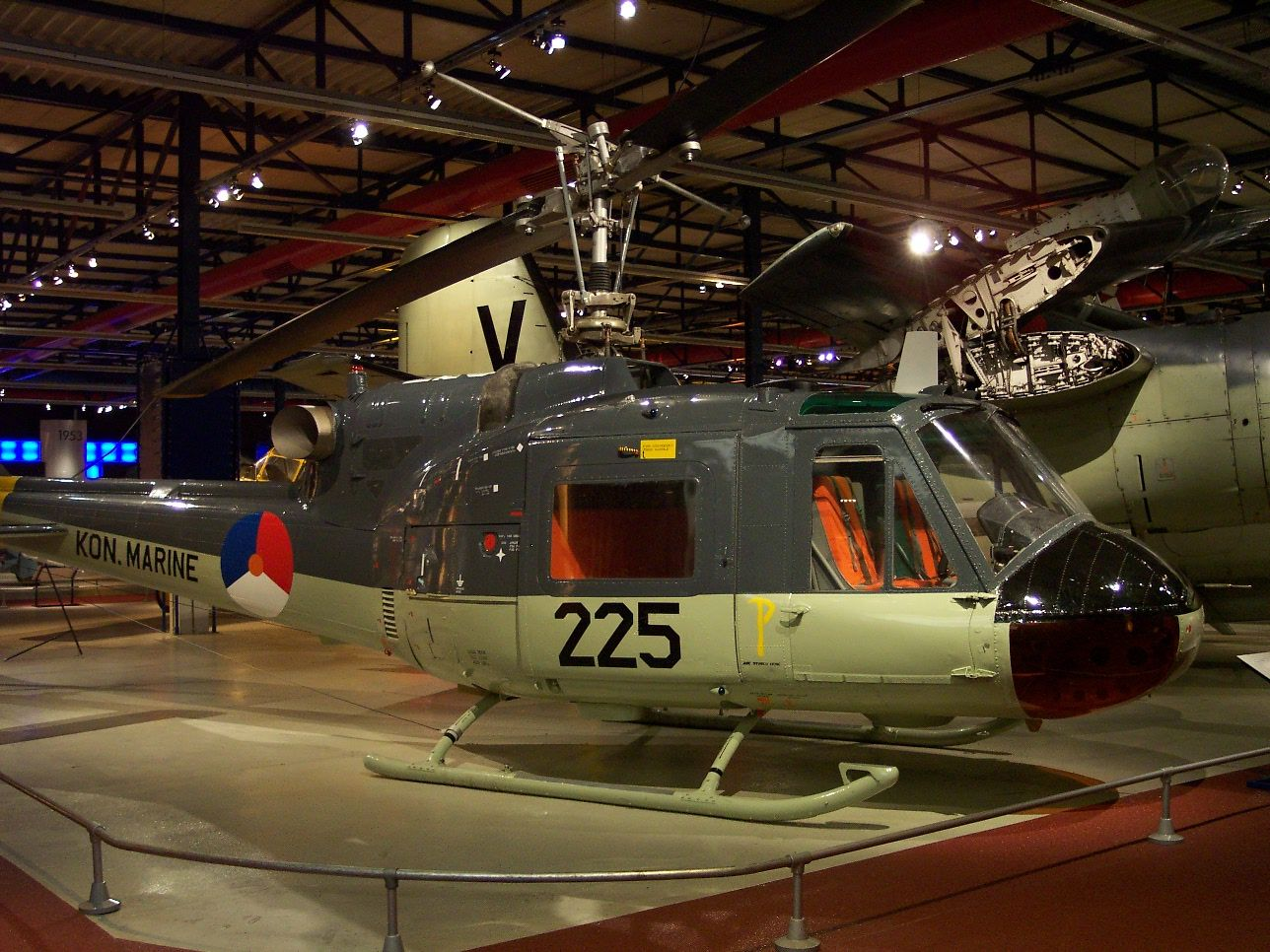
De Marine Luchtvaartdienst vloog in de jaren ‘60 met de UH-1 Huey

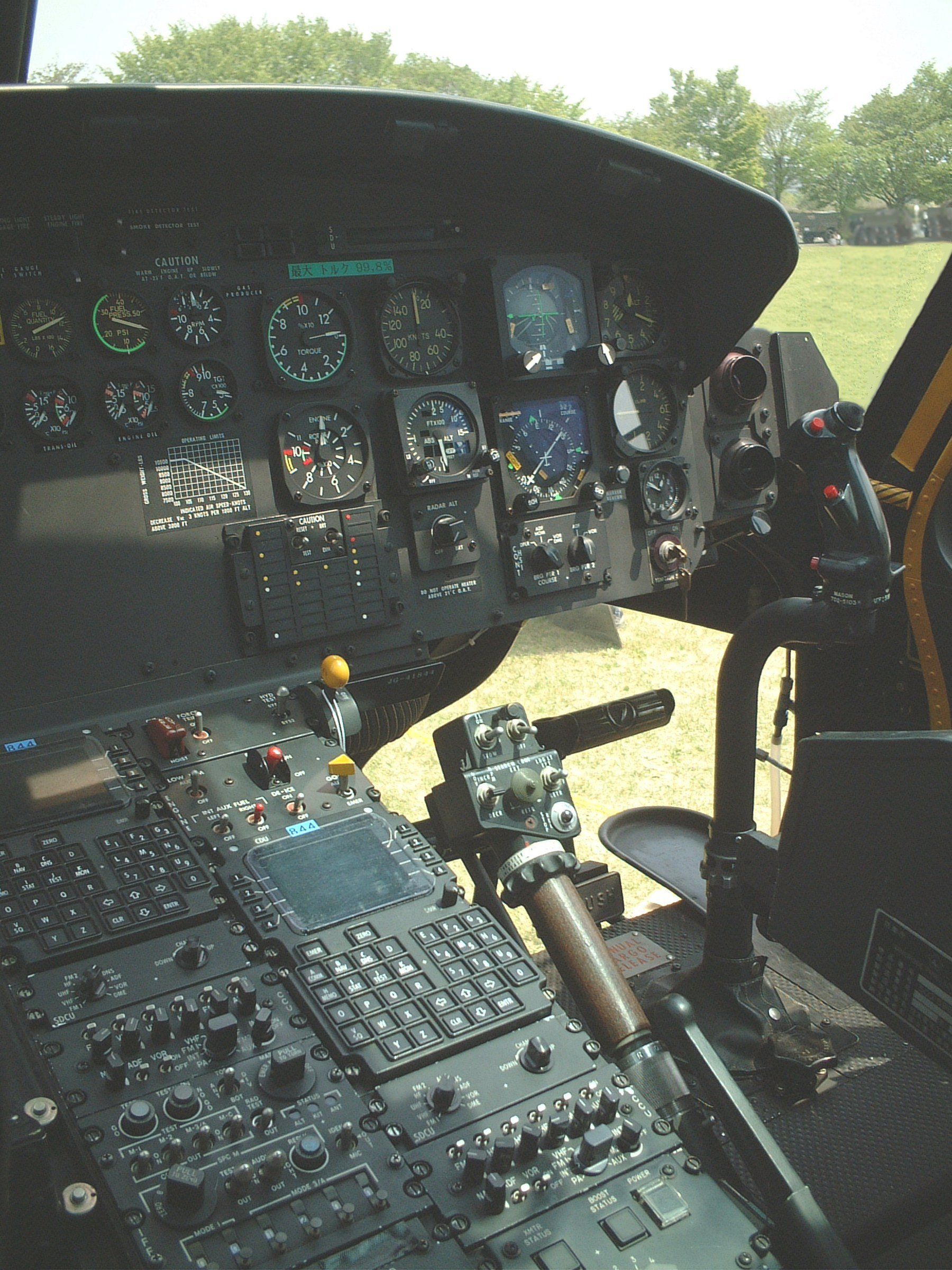
Blik in de cockpit van een Huey

De Bell UH-1 Iroquois is een veelzijdige militaire helikopter die bekend werd onder zijn bijnaam "Huey" – een verbasterde afkorting van Utility Helicopter – en van de Vietnamoorlog. Er is bijna geen ondersteunende of operationele taak op te noemen waarvoor dit toestel ergens ter wereld niet is ingezet. In de loop der tijd werden twee versies van dit toestel uitgebracht; de 1-motorige modellen 204 en 205 en de 2-motorige modellen 212 en 412. Het toestel is vrijwel over de gehele wereld geëxporteerd en verricht naast enkele militaire nu vooral civiele diensten.

## Geschiedenis
In 1955 liet de US Army, vanwege gebrek aan kennis hierover, het volledig aan de USAF over welk turbo-aangedreven toestel het meest geschikt zou zijn voor invoering bij het US Army Medical Service Corps. Dit korps werd belast met het vervoer van gewonden.
De firma Bell Helicopter Company presenteerde hierop zijn testmodel de XH-40. Dit ontwerp werd goedgekeurd waarop de naam werd veranderd tot Bell 204 H(elicopter) U(tility)-1. Dit werd verbasterd tot de bijnaam HUEY; een naam die het toestel nooit meer kwijt zou raken.
Het toestel werd aangedreven door de nieuwe Lycoming T-53-turbinemotor en bezat een 2-bladige hoofd- en staartrotor die het toestel in de vlucht een zeer kenmerkend klepperend geluid gaven. Naarmate de motor meer werd belast nam ook het geklepper toe.
De eerste vlucht van de toekomstige standaardhelikopter vond in oktober 1956 plaats. Na verdere ontwikkeling rolden de eerste toestellen in 1959 van de productielijn. Het was de bedoeling dat het toestel de verouderde H-19 utility-helikopter, de Sikorsky H-84 en de Vertol H-21 Shawnee zou gaan vervangen.
In 1962 verklaarde het Ministerie van Defensie hem operationeel waarop aan het type de naam Bell UH-1 Iroquois werd toegewezen. Vrijwel meteen daarna werd hij in de Vietnamoorlog ingezet.
Vanwege de operationele inzet kwamen meteen alle gebreken van het toestel aan het licht waarop de nodige verbeteringen werden aangebracht; hierdoor ontstonden vele versies.

## Versies
HU-1A (later UH-1A); de eerste Iroquois uit de Model 204-serie met een rotordiameter van 44 voet. Geleverd vanaf 1959 ten behoeve van utility-transport en gewondenvervoer. De eerste 15 bewapende Hueys van dit type werden in 1962 ingezet in Vietnam als tijdelijk Utility Tactical Transport Helicopter Company (UTTHCO). De bewapening was primitief en bestond uit twee 0,30 inch kaliber machinegeweren op de landingssteunen en 16× 2,75 inch-raketten in primitieve launchers. De verliezen waren aanzienlijk en eind 1962 werd de tijdelijke eenheid al uitgebreid met 11 UH-1B’s.
UH-1B; deze bezat een sterkere motor en accommodatie voor acht man op drie brancards; tevens werd hij de eerste utility-helikopter die voor iedere rol werd ingezet. Hij ging ook dienstdoen als offensieve helikopter (gunship). Deze "B's" werden vanaf de fabriek uitgerust met een XM6-wapensysteem van 4× M60-machinegeweren en in Vietnam voorzien van lokaal geleverde containers met acht 2,75-inch raketten van de UH-1A. Hierdoor zat het toestel al op maximaal gewicht waardoor slechts twee schutters als bemanning werden toegevoegd.
UH-1C; de verbetering voor de - als aanvalshelikopter - motorisch slecht presterende UH-1B met een nieuwe T53-L13-motor. Hij werd het eerste echt operationele gunship tot aan de invoering van de latere AH-1G.
UH-1D; de eerste grotere Iroquois van het Model 205. Met een langere romp, een grotere rotor, een groter hefvermogen en bereik, een grote schuifdeur met dubbele ramen aan beide zijden van de helikopter en ontworpen om 12 soldaten en twee bemanningsleden te kunnen vervoeren.
UH-1E; vanaf 1964 de USMC versie. Een serie van 209 stuks met een verbeterd rotorsysteem werd vanaf 1964 – 1968 aan het Amerikaanse marinierskorps geleverd.
UH-1F; serie van 58 stuks met een 1100 pk leverende General Electric T58-GE-3 motor die in 1963 door de USAF werd besteld ten behoeve van het gebruik door de Airpolice Security Forces die de ICBM-silo’s, die door het gehele land lagen verspreid, bewaakten.
UH-1H, vanaf 1967 gepresenteerde opvolger van de verlengde UH-1D van de modellenlijn 205. Uitgerust met identieke motor als de latere AH-1 Cobra. Een aantal UH-1H’s waren in de zgn. "Nighthawk" configuratie met landingslichten, Xenon-zoeklicht en M134 7,62mm-miniguns.
UH-1P, een variant op de USAF UH-1F, ten behoeve van ondersteuning van special operations in Vietnam, en ingedeeld in het 20th Special Operations Squadron (SOS).
UH-1N (Bell Model 212); een 2-motorige helikopter gelijkwaardig aan de UH-1H. Dit type werd op zeer grote schaal gebruikt voor transport, airborne battlefield command and control, in/uitvliegen van troepen, coördinatie vuurondersteuning, medische evacuaties, SAR, verkennings- en escortetaken.
UH-1V de 2-motorige onbewapende medical evacuation (MEDEVAC)-versie van de US Army gebaseerd op de UH-1H. In de jaren ’80 van vorige eeuw werden meer dan 200 UH-1H’s op deze standaard gebracht.
UH-1Y; een 2-motorige versie speciaal voor command & control en special operations support. Uitgerust met een nieuwe 4-bladige (en dus stille) hoofd- en staartrotor, T700 Engine Digital Electronic Control Units (DECU's), stabilisatoren en betere avionica.

## Uitrusting en bewapening
De verschillende Huey-typen konden standaard worden bewapend met
- 2× M60D (later M240D) 7,62mm-machinegeweer of
- 2× GAU16A 0,50 inch kaliber machinegeweer of
- 2× GAU17A 7,622mm-machinegeweer

Deze waren op de landingsstrips gemonteerd en werden door de bemanning zelf in alle richtingen bediend. De GAU17A kon ook door de vlieger zelf worden bediend maar dan alleen vooruit vurend.
- 2× containers met respectievelijk 7 of maximaal 19 2,75 inch Hydra 70-raketten
- 1× M129 40mm-granaatwerper met 20 granaten
- 1× M5 kanon met 300 fragmentatiepatronen
- 2× M134 7,62mm rapid fire Miniguns met 2× 4800 patronen
- 2× M22-raketsystemen met 2×3 AGM22 draadgeleide lucht-grondraketten

## Enkele gebruikers
Vanaf 2004 zijn de toestellen niet meer in de inventaris van de Amerikaanse strijdkrachten opgenomen. De Huey werd bij de US Army vervangen door de UH-60 Black Hawk. Het USMC vloog er nog enkele jaren mee verder tot ook hier de UH-60 zijn intrede deed. De nieuw ontwikkelde UH-1Y 'Venom' heeft vanaf 2008 zijn intrede gedaan bij het USMC.
Ook in Nederland heeft de Huey gevlogen. Van 1962-1977 vloog de UH-1B bij de toenmalige Marine Luchtvaartdienst bij de squadrons 1 en 7. Van 1994 tot 1 januari 2015 waren 3 in Italië in licentie gebouwde Agusta Bell AB412SP’s (Huey II) in gebruik bij de luchtmacht voor het uitvoeren van search and rescue (SAR)-taken. Deze latere en veel modernere helikopters zijn uitgerust met een 4-bladige rotor. In Nederland werden de Agusta Bell 412-SP's (Special Performance) als SAR-helikopter, dat wil zeggen voor reddingsoperaties, gebruikt door het 303 Search and Rescue Squadron van de Koninklijke Luchtmacht, waar ze vier Alouette III's vervingen. Het squadron beschikte over drie geel-rode helikopters, die gestationeerd waren op de Vliegbasis Leeuwarden en op Vlieland Heliport. Op 1 januari 2015 werden de helikopters teruggetrokken en het 303sqn werd opgeheven. De helikopters zijn daarna verkocht aan Peru.
Ook de Duitse landmacht (Heeresflieger) vliegt nog met de UH-1D en de luchtmacht (Luftwaffe) gebruikt hem voor de SAR-taak.